# Afrosternophorus longus
Espèce
Afrosternophorus longus est une espèce de pseudoscorpions de la famille des Sternophoridae.

## Distribution
Cette espèce est endémique du Tamil Nadu en Inde. Elle se rencontre vers Yercaud et Dindigul.

## Description
Le mâle holotype mesure 3,967 mm et la femelle paratype 5,843 mm, les mâles mesurent de 3,326 à 3,607 mm et les femelles de 4,617 à 5,536 mm.

## Systématique et taxinomie
Cette espèce a été décrite par en Mathew & Joseph 2021.

## Publication originale
- Mathew & Joseph, 2021 : « New species of Afrosternophorus Beier, 1967 (Pseudoscorpiones: Sternophoridae) from the eastern ghats and first record of Afrosternophorus ceylonicus Beier, 1973 from the western ghats in Kerala. » International Journal of Entomology Research, vol. 6, no 3, p. 161-164.